# Edwin Evans (musicien)
Pour les articles homonymes, voir Edwin Evans et Evans.
Edwin Evans, également appelé Edwin Evans Sr., est un organiste et musicographe anglais, né en 1844 à Londres et mort dans la même ville le 21 décembre 1923. 

## Biographie
Edwin Evans naît en 1844 à Londres,.
Comme musicographe, il est l'auteur d'ouvrages sur Beethoven et Brahms, Beethoven's Nine Symphonies, fully described and analized (Londres, 1923-1924) et Historical, Descriptive and Analytical Account of the Entire Works of Johannes Brahms, une étude approfondie, en quatre volumes, de la musique de Brahms. Le premier volume de cette somme, publié en 1912, est consacré à la musique vocale du compositeur, le suivant à la musique de chambre et musique symphonique jusqu'à l'op. 67, le troisième aux mêmes genres à compter de l'op. 68, enfin, le quatrième est dédié aux œuvres pour piano. Ces trois derniers ouvrages ont été publiés à titre posthume.
Il est aussi l'auteur d'Accompaniment of Plainchant (1911), Wagner's Teachings by Analogy (1915), How to Compose; How to Accompany at the Piano (Londres, 1917), Method of Instrumentation (vol. 1, How to Write for Strings), Technics of the Organ (Londres, 1938), a traduit Oper und Drama de Richard Wagner et des œuvres de Berlioz et Liszt en anglais, et a réalisé plusieurs transcriptions d'ouvertures d'opéra pour orgue,.
Il meurt le 21 décembre 1923 à Londres,.
Il est le père du critique musical et musicographe Edwin Evans. Pour le distinguer de son fils, il est souvent appelé Edwin Evans Sr. (senior),.     